# Тур Антальи
Тур Антальи (англ. Tour of Antalya) — шоссейная многодневная велогонка по дорогам турецкой провинции Анталья, проводящаяся с 2018 года.

## История
Гонка была организована компанией Argeus Events, которая с 2009 по 2015 год проводила Тур Турции. Первую гонку удалось провести в 2018 году как часть календаря UCI Europe Tour с категорией 2.2. В современном варианте состоит из четырёх этапов, проводимых в течение четырёх дней.
В гонке принимают участие большое количество команд из постсоветских стран (Россия, Казахстан, Белоруссия, Украина, Азербайджан), а также местных команд.
Маршрут гонки включает индивидуальную гонку и проходит через такие города как Сиде, Анталья, Кемер, Аспендос, Термессос.

## Призёры
| Год  | Победитель            | Второй               | Третий              |          |
| ---- | --------------------- | -------------------- | ------------------- | -------- |
| 2018 | Артём Овечкин         | Кристиан Райляну     | Авет Хабтом         |          |
| 2019 | Шимон Рекита          | Джованни Лонарди     | Аттила Вальтер      |          |
| 2020 | Макс Стедман          | Кеннет Ван Рой       | Алессандро Фанчеллу |          |
| 2021 | отменено              | отменено             | отменено            | отменено |
| 2022 | Якоб Хиндсгаул Мадсен | Алессандро Федели    | Люк Виртген         |          |
| 2023 | отменено              | отменено             | отменено            | отменено |
| 2024 | Давиде Пиганцоли      | Алессандро Пинарелло | Эдоардо Замбанини   |          |